# 真々村
真々村（ままむら）は、愛知県東春日井郡にかつてあった村である。
現在の小牧市の一部（間々・間々原新田など）に該当する。

## 歴史
- 1894年（明治27年）1月23日 - 境村の一部（間々・間々原新田）が分立し、真々村が発足。
- 1906年（明治39年）7月16日 - 小牧町、外山村、境村、和多里村と合併し、小牧町発足。同日真々村は廃止。